# Nikolai von Bünting

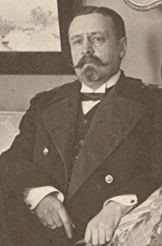
Nikolai von Bünting

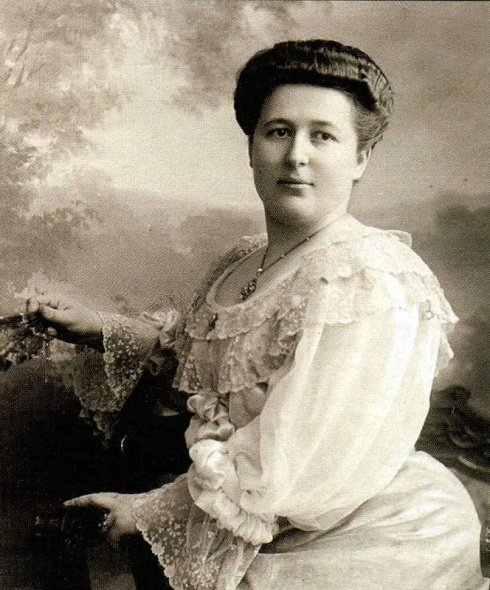
Sofia von Bünting, geb. von Medem

Nikolai von Bünting (russisch Николай Георгиевич Бюнтинг Nikolai Georgijewitsch Bjunting; * 3. Junijul. / 15. Juni 1861greg. in St. Petersburg; † 17. Februarjul. / 2. März 1917greg. in Twer) war ein russischer Gouverneur.

## Leben

### Herkunft und Familie
Nikolai entstammte einer 1768 in Person seines Urgroßvaters Karl Wilhelm von Bünting in den preußischen Adel erhobenen Familie. Seine Eltern waren der russische Generalmajor Georg Wilhelm von Bünting (1826–1875) und Marie Baronesse von Medem (1836–1907). Er vermählte sich in Warschau mit seiner Cousine Sophie Baronesse von Medem (1876–1948). Aus der Ehe gingen fünf Töchter hervor.

### Werdegang
Bünting absolvierte bis 1883 sein Jurastudium in St. Petersburg, wechselte dann an die Universität Berlin. Hiernach fand er im russischen Justizministerium eine erste Anstellung. Er saß seit 1884 im Senat. 1891 wechselte er in das Innenministerium und war seit 1896 Zeremonien- bzw. Hofmeister von Kaiser Nikolaus II. Er wurde 1897 Vizegouverneur von Kursk. Bünting avancierte 1898 zum Kammerherrn und 1902 zum Wirklichen Geheimen Rat. 1904 übernahm er die Stellung des Gouverneurs in Archangelsk, wechselte in gleicher Position 1905 nach Estland und noch einmal 1906 nach Twer. Im Zuge der Februarrevolution wurde er ermordet.